# Nykøbing Mors Posthus
Nykøbing Mors Posthus eller Nykøbing Mors Distributionscenter er et postdistributionscenter på Vestergade i Nykøbing Mors. Tidligere var det også et posthus. Alt postomdeling i 7900 Nykøbing Mors, 7950 Erslev, 7980 Vils, 7960 Kareby og 7970 Redsted foregår med udgangspunkt fra Nykøbing Mors Posthus.
I marts 2009 lukkede postekspeditionen i posthuset, og personalet blev virksomhedsoverdraget til en nyindrettet postbutik i Løvbjerg på Vestergade. Det skyldtes flere års fald i posthusets omsætning.